# Bouira Lahdab
Pour les articles homonymes, voir Bouira (homonymie).
Bouira Lahdab est une commune de la wilaya de Djelfa en Algérie.